# ベリーグー
有限会社ベリーグー（英: VERYGOO）は、日本の音楽プロダクション。

## 歴史
2000年10月、広告代理店を経てカンパニーAZA出身である福井健吾により設立された。主にアーティスト・テレビ番組・映画・舞台などの音楽制作及びアーティストマネジメントを手掛けている。

## 所属者

### アーティスト
- 長谷川智樹
- 橋本由香利
- 川田瑠夏
- R・O・N
- Kohei by SIMONSAYZ（瀬川浩平）
- 宮崎誠
- 睦月周平
- 設楽哲也
- 馬渕直純
- 関向弥生
- ミズノゲンキ
- eNu

### エンジニア
- 小寺秀樹
- 福原賢一
- 中村悠二

### スタッフ
- 福井健吾
- 林史也
- 藤田直之